# Anarta carbonaria
Anarta carbonaria är en fjärilsart som beskrevs av Hugo Theodor Christoph 1893. Anarta carbonaria ingår i släktet Anarta och familjen nattflyn. Inga underarter finns listade i Catalogue of Life.